# Biserica romano-catolică din Ojdula

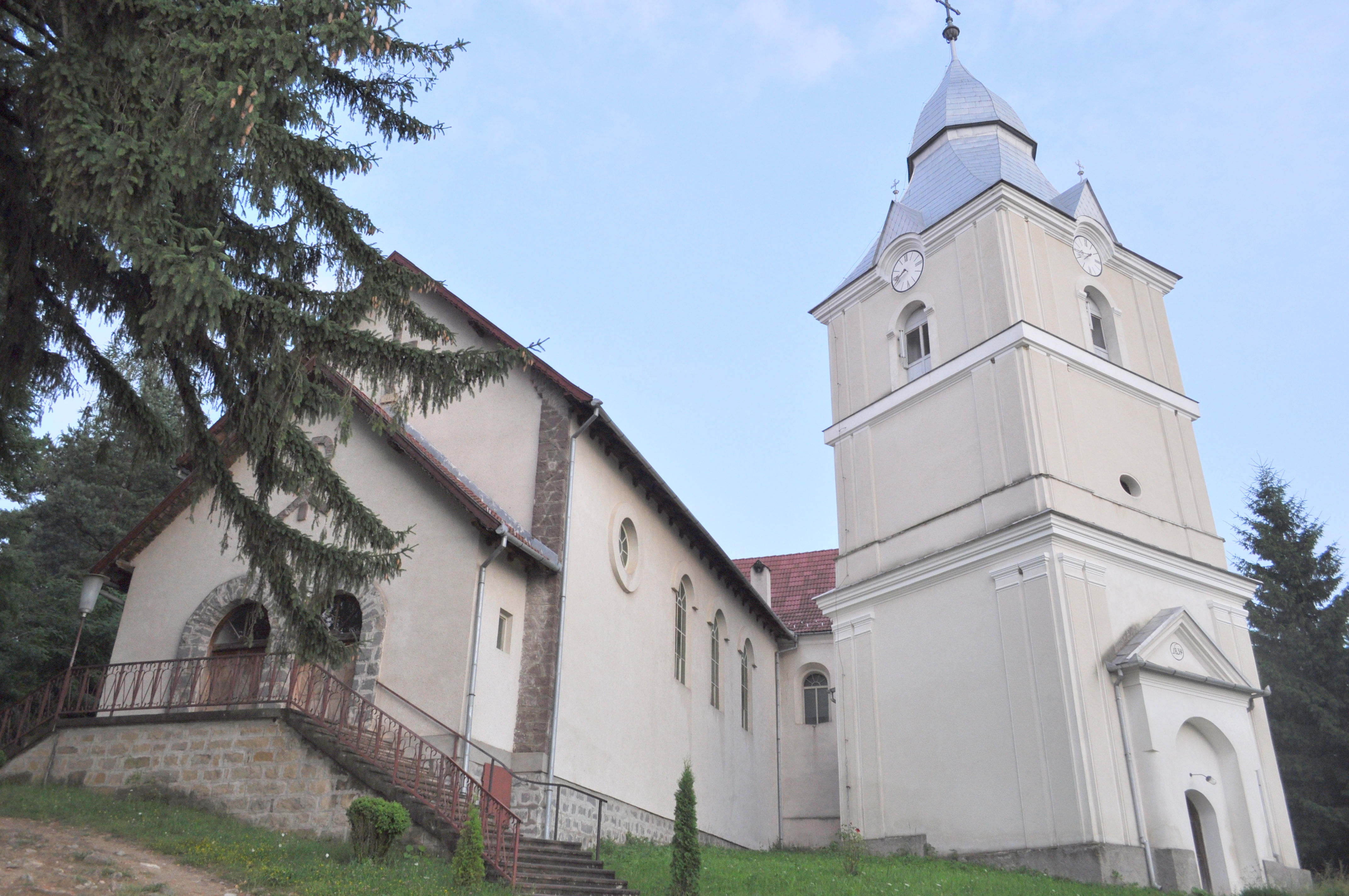
Biserica romano-catolică din Ojdula, județul Covasna, foto: iulie 2011.

Biserica romano-catolică din Ojdula, județul Covasna, a fost construită în 1817. 

## Localitatea
Ojdula (maghiară Ozsdola) este satul de reședință al comunei cu același nume din județul Covasna, Transilvania, România. Se află în partea de est a județului, în Depresiunea Târgu Secuiesc, la poalele vestice ale munților Vrancei. Prima atestare documentară datează din anul 1332.

## Istoric și trăsături
În 1332 exista o biserică parohială. Ea s-a prăbușit la cutremurul din 1802. Între anii 1817-1818 s-a ridicat o biserică nouă. Un clopot din secolul XV are următoarea inscripție: „O Rex gloriae veni cum pace". Are hramul „Sf. Maria Magdalena”.

## Imagini

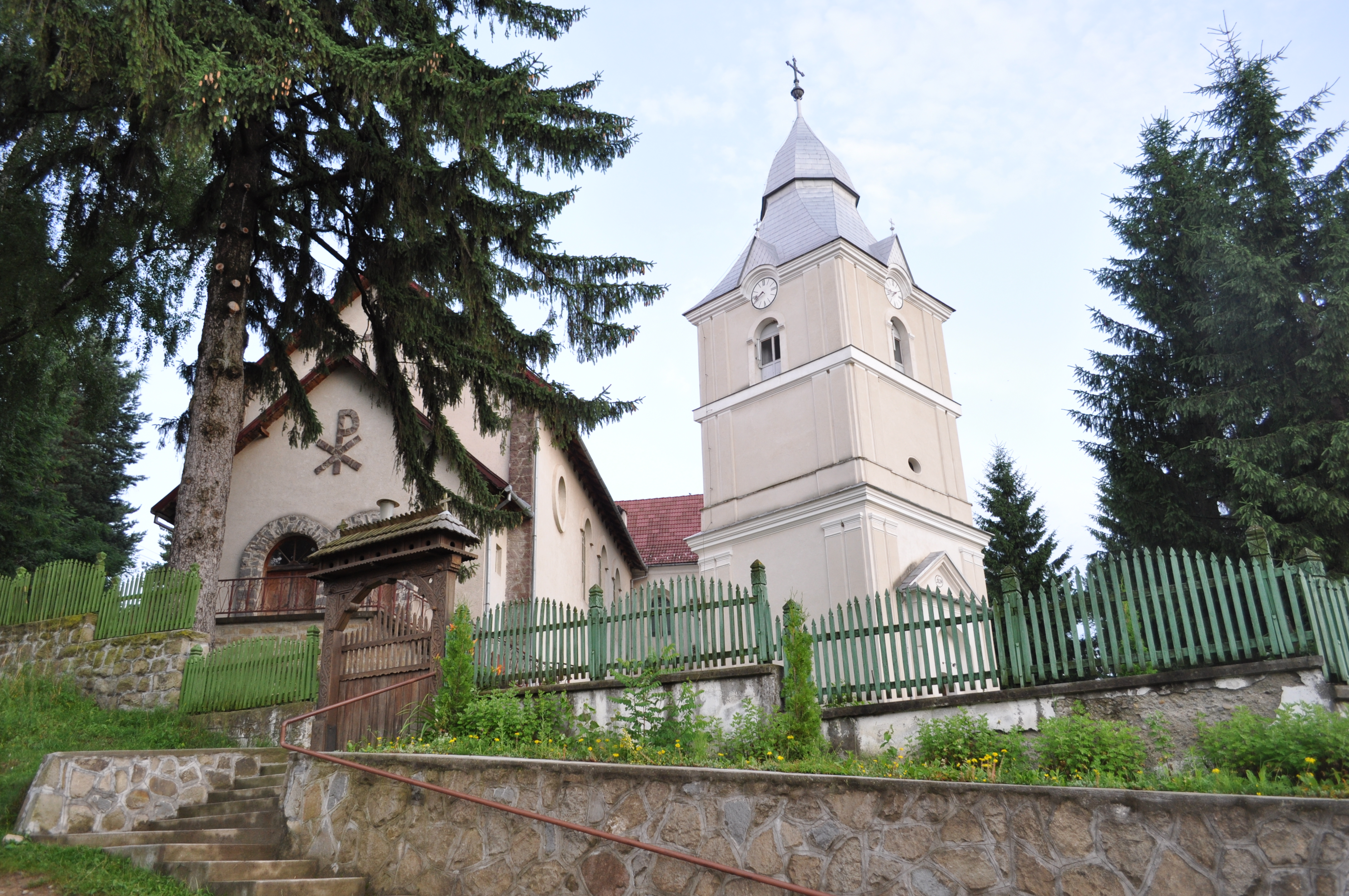
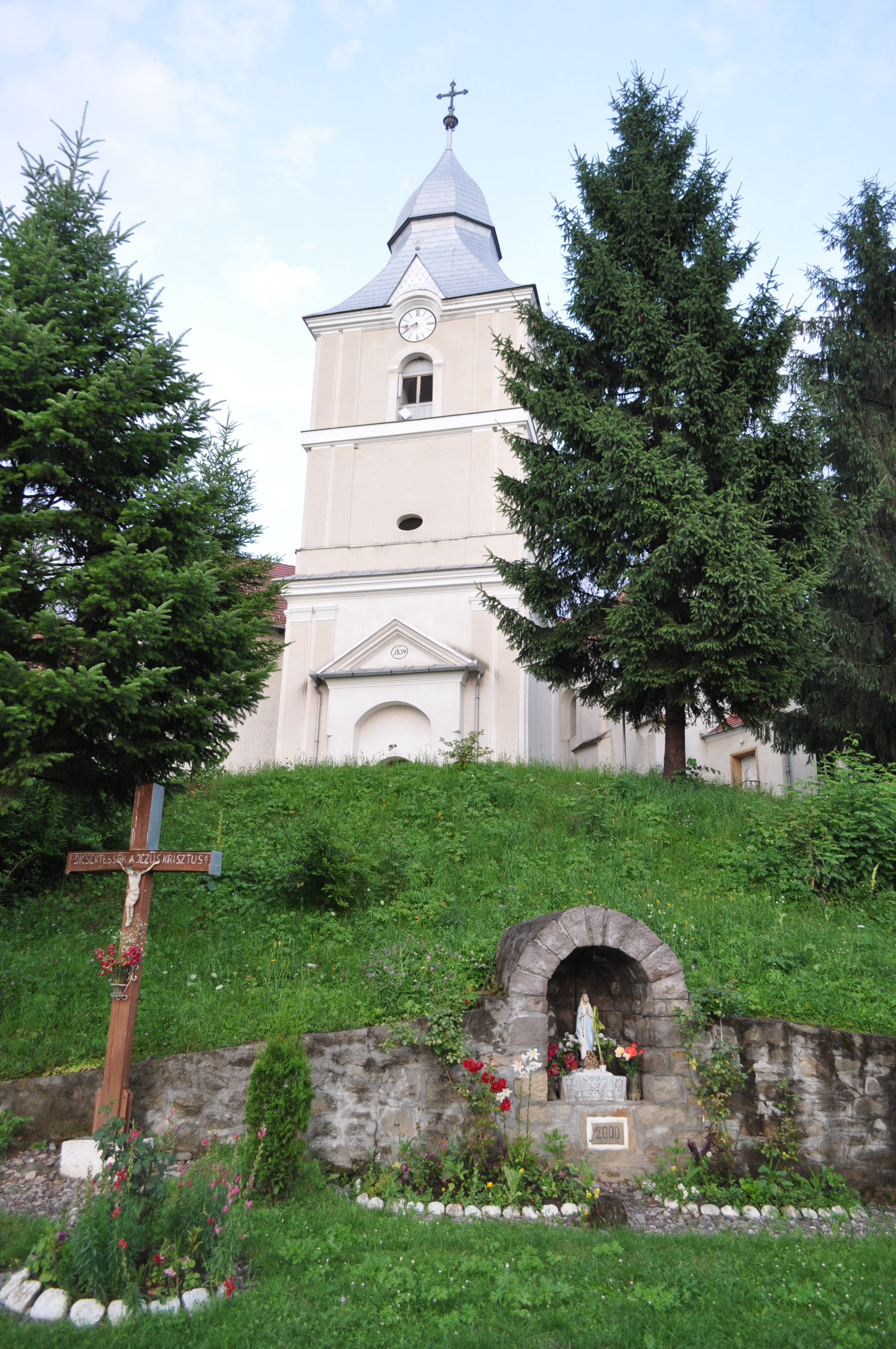